# Sněžnická hornatina

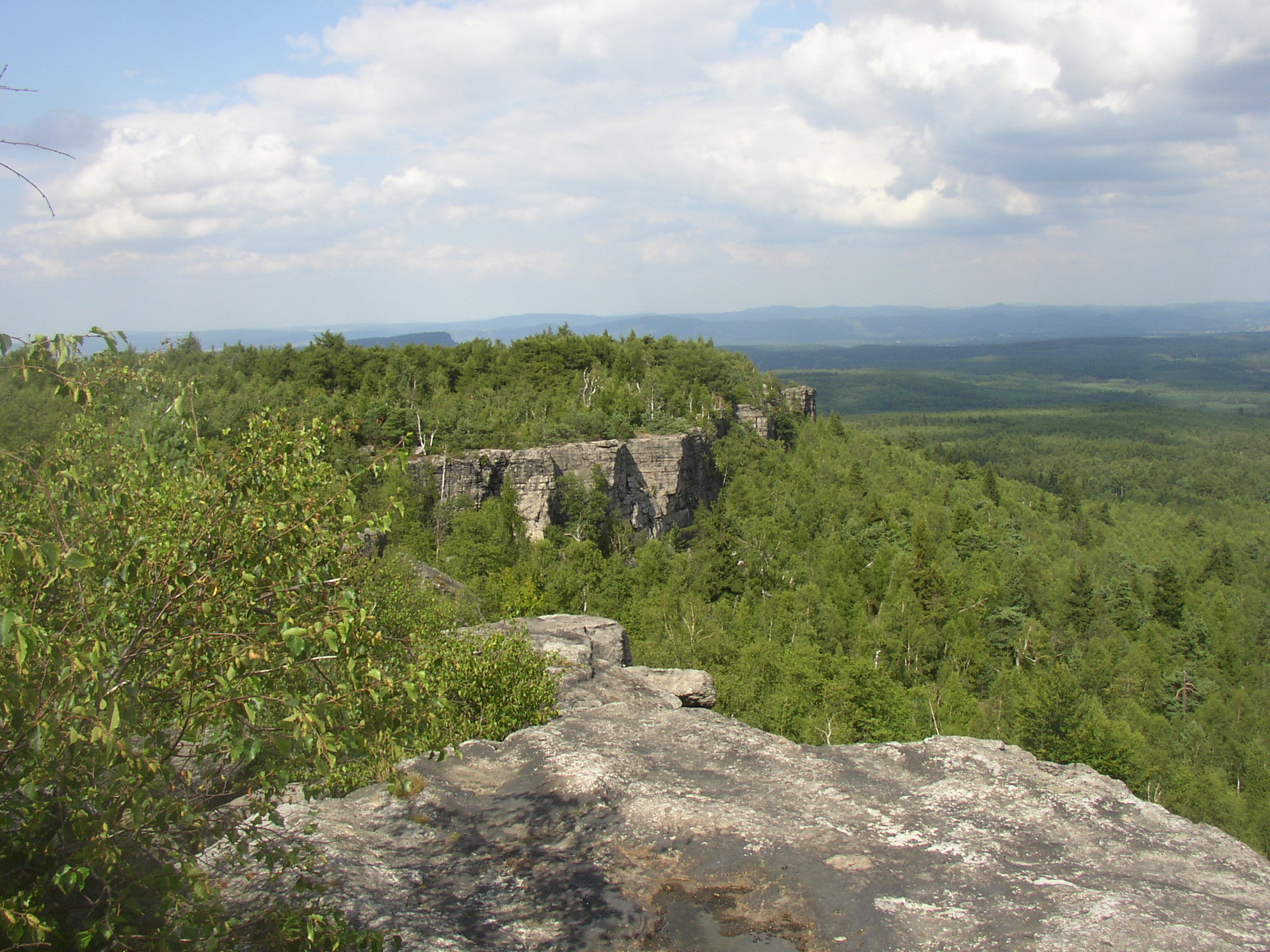
Sněžník

Sněžnická hornatina je geomorfologický okrsek patřící do geomorfologického podcelku Děčínské stěny, jehož druhým okrskem je Růžovská vrchovina. Zaujímá západní část geomorfologického celku Děčínská vrchovina. 

## Charakteristika
Sněžnickou hornatinu tvoří plochá hornatina, náležící do povodí Labe s výraznou dominantou stolové hory Děčínský Sněžník vystupující nad její úroveň o více než 200 m. Vytvořena je na křídových pískovcích od cenomanu až po střední turon, s ojedinělými průniky neovulkanických hornin. Do Sněžnické hornatiny náleží též nejvýznamnější morfologický fenomén této části, antecedentní labský kaňon, který se u Čertovy Vody zařezává až na žulový podklad. Povrch Sněžnické hornatiny lze charakterizovat jako silně rozčleněný erozně denudační reliéf sedimentární stupňoviny. Rozčlenění je, jak z důvodu tektonického roztříštění, tak podmíněno litologicky. Celé území má výraznou asymetrickou stavbu.

Jako důsledek subrecentních až recentních tektonických pohybů se nachází pásmo nejvyšších elevací na jižním okraji hornatiny.

Mezi základní rysy reliéfu patří tektonicky rozlámané kuesty na jižním okraji (čela na sever), strukturně podmíněné plošiny, stolové hory, ojedinělé neovulkanické suky a jako obzvláště morfologický útvar lze klasifikovat hluboce zaříznuté antecedentní kaňonovité údolí Labe a jeho přítoků. Lemován je charakteristickými tvary selektivního zvětrávání a denudace vytvářející pískovcová skalní města a stěny, i izolované skalní věže.

## Členění
Sněžnická hornatina obsahuje čtyři podokrsky:
- Děčínskosněžnická hornatina

Ta představuje její centrální podokrsek. Jeho samostatnou geomorfologickou částí je stolová hora Děčínský Sněžník s vrcholem 724 m. Dalšími vrcholy této hornatiny jsou kóta 530 m (Čížčí vrch – Czeischken Hügel), Velký mlžný hřbet 518 m, Tokaniště (Kristin Hrádek) 491 m, Mrchoviště 467 m.
- Dolnožlebská vrchovina

Zabírá východní část okrsku včetně Kaňonu Labe. Zahrnuje také pravý břeh labského kaňonu a jeho hranice s okrskem Růžovská vrchovina zasahuje až k obcím Ludvíkovice, Kámen, Bynovec, Labská Stráň a Hřensko. Hranici s Děčínskosněžnickou hornatinou tvoří potok Napajedla, od Králova mlýna jeho levý přítok a Bělský potok. Nejvyšším vrcholem je Okrouhlík 494 m. Dalšími výraznými kopci na levém břehu Labe jsou Čertův hřbet 452 m, Vrásník 427 m a Papertský  vrch 361 m. Na pravém břehu Labe jsou nejvyšší vrcholy Růžový hřeben 433 m a Kamenský vrch 432 m.
- Tiská vrchovina

Hranice tohoto podokrsku s Děčínskosněžnickou hornatinou je tvořena Sněžnickým potokem a dále pokračuje přes Sněžník do Kamenné. Na jihu hraničí s okrskem Libouchecká brázda a na západě s okrskem Nakléřovská vrchovina. Větší část tohoto podokrsku představuje poměrně rovinatá náhorní plošina v nadmořské výšce 550 až 600 m, která je na jihu ohraničená kuestou Nad stěnami (623 m), což je nejvyšší bod okrsku. Na západě je Tiská vrchovina rozbrázděna skalními městy Tiské stěny, Severní stěny, Volské kameny, Ostrovské skály, Rájecké skály a Ptačí stěny. Tiské stěny jsou vyčleněny jako samostatná geomorfologická část.
- Děčínské kuesty

Tento nejmenší podokrsek se nachází na jižním okraji Sněžnické hornatiny, kde hraničí s Českým středohořím, konkrétně s jeho geomorfologickými podokrsky Studenecká vrchovina a Děčínská kotlina. Tvoří jej několik protáhlých hřbetů orientovaných západ-východ ve směru lokálních tektonických zlomů. Na jižním okraji zasahuje na území CHKO České středohoří, kde na úbočí vrchu Klobouk se nachází protáhlá pískovcová kuesta (Čertův jazyk) s nejvyšším bodem 343 m, což je nejvyšší vrchol celého podokrsku. Tato kuesta pokračuje východním směrem až do Podmokel. Dalšími vrcholy Děčínských kuest jsou Písečný vrch (337 m), Červený vrch 316 m, Pastýřská stěna 278 m a na levém břehu Labe Stoličná hora (Děčínská výšina 305 m). Skála, na níž stojí děčínský zámek, je řazena do Děčínské kotliny.